# دوايت إي. سارجنت
دوايت إي. سارجنت (بالإنجليزية: Dwight E. Sargent)‏ هو صحفي أمريكي، ولد في 3 أبريل 1917، وتوفي في 4 أبريل 2002.